# Vilar de Sant Boi
El Vilar de Sant Boi és un monument del municipi de Sant Boi de Lluçanès (Osona) inclòs en l'Inventari del Patrimoni Arquitectònic Català.

## Descripció
Es tracta d'un gran casal de cos quadrat amb teulada a quatre vents i una torre al mig. Hi ha diferents elements destacables del casal com l'entrada d'estil neoclàssic i uns carots amb motius animals que es troben a la teulada de la façana principal.
A la dreta de la casa hi ha adossat un cos rectangular amb dues galeries porxades d'arcs carpanells rebaixats que comuniquen amb una petita torre de planta quadrada.
A l'angle NO de la casa hi ha la capella de la Mare de Déu del Roser del segle xviii, una cabana i una masoveria entre altres dependències que conformen el conjunt.

## Història
L'obra actual és del 1735 (el casal) i 1777 (les galeries). El mas és documentat des del 1176. El 1256 n'era l'amo Pere Vila i tingué un eclipsament els segles XV-XVI. Inicià l'ascensió actual a partir del 1613, quan hi passà a viure Geroni Vilarrasa fill del veí mas de Vilarrasa, el qual amb una hàbil política d'enllaços matrimonials feu possible un gran patrimoni. Per aliances matrimonials i compres, el Vilar arribà a tenir vint-i-cinc cases en el terme de Sant Boi.